# Dorfkirche Bülow (bei Crivitz)

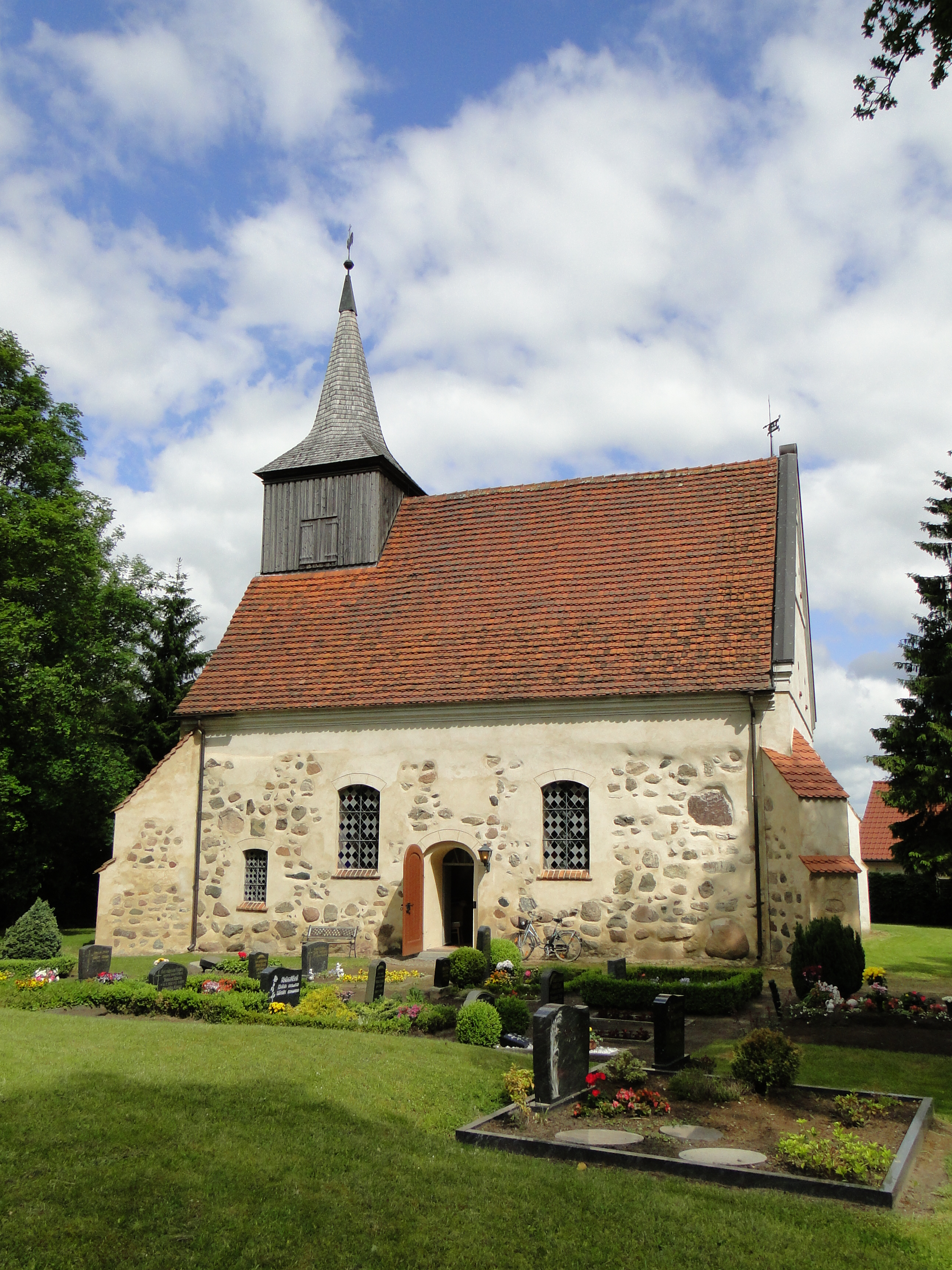
Dorfkirche Bülow, 2012

Die Dorfkirche Bülow ist eine mittelalterliche Feldsteinkirche in der mecklenburgischen Gemeinde Bülow im Landkreis Ludwigslust-Parchim.

## Geschichte
Bülow wurde erstmals 1262 urkundlich als Bulowe erwähnt und als Kraut- und Pflanzenort gedeutet. Im gleichen Jahr verkaufte Heinrich von Rolstede aus Bülow zwei Hufen seines Besitzes an das Kloster Dobbertin. Der Schweriner Bischof Ludolf von Bülow bestätigte 1337 dem Pfarrer Röbelmann der Parchimer St.-Marien-Kirche einige Hebungen aus Bülow. Bis ins frühe Mittelalter wurde Bülow nicht mehr erwähnt. Seit 1573 waren die von Barner, einst auch Berner und Bärner genannt, in Bülow ansässig und blieben dort bis zur Enteignung 1945.
Von 1682 bis 1690 gab es durch Rittmeister Magnus Friedrich von Barner auf Bülow (* ca. 1635; † 22. Dezember 1703) diverse Rechtsstreitigkeiten um das Wessiner Kirchenpatronat, wie Prozessakten des Reichskammergerichts belegen. Dabei behaupteten die von Barner, einer ihrer Vorfahren hätte die Erlaubnis zum Bülower Kirchenbau vom Papst in Rom erhalten. Rittmeister Magnus Friedrich von Barner war von 1691 bis 1696 Provisor im Kloster Dobbertin. Ende des 18. Jahrhunderts hatten die von Barner aus Bülow auch das Kirchenpatronat von Wessin.

## Baugeschichte
Schon im 13. Jahrhundert soll mit dem Kirchenbau begonnen worden sein. Die heutige kleine Feldsteinkirche stammt aus dem frühen 15. Jahrhundert und wurde nach einem weiteren Umbau Mitte des 18. Jahrhunderts verändert. Ständige Reparaturen erfolgten zwischen 1952 und 1984. In den Jahren 1998–2002 wurde die Kirche umfangreich restauriert.

### Äußeres

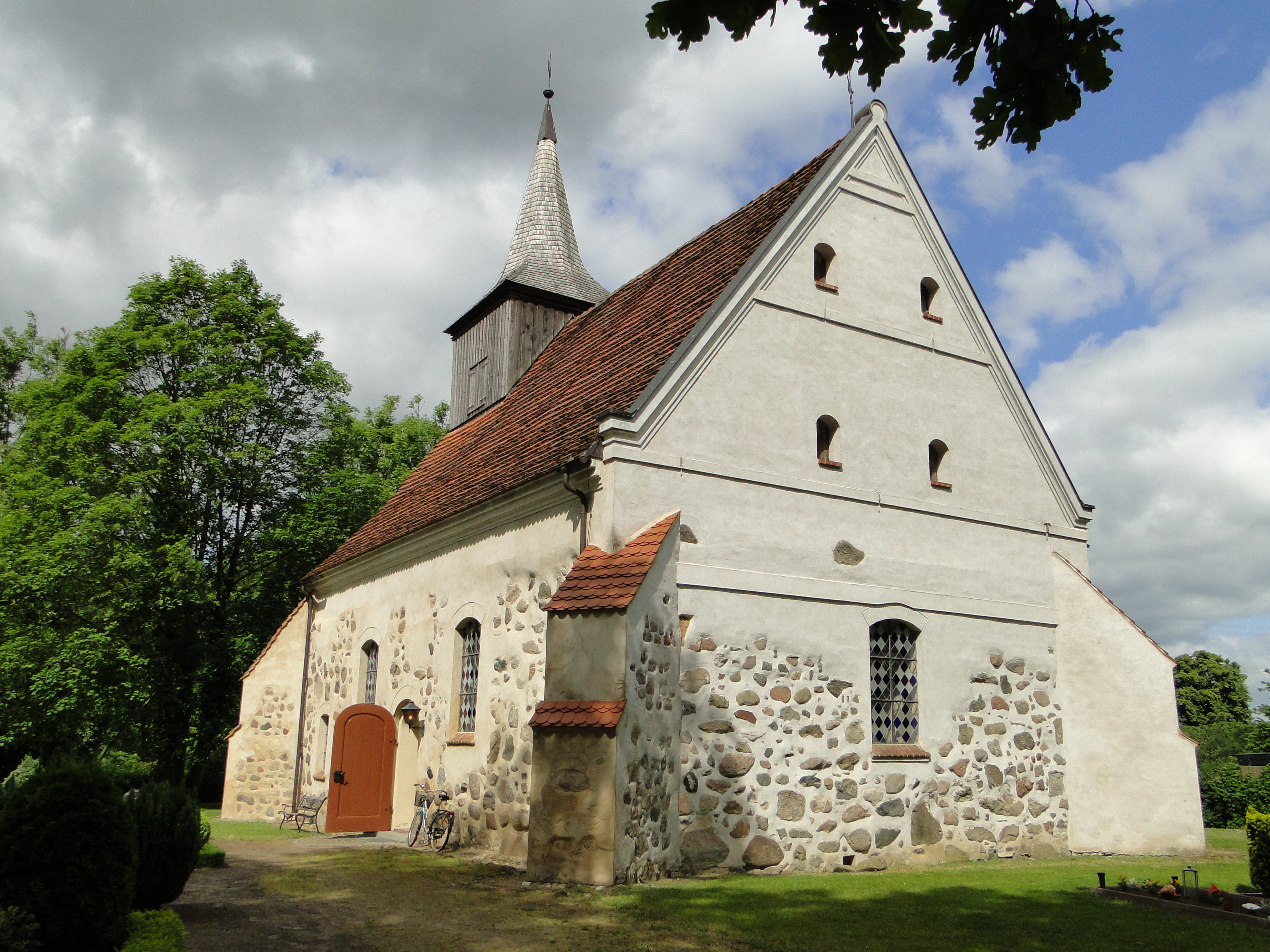
Südostseite mit Turm, 2012

Der rechteckige Feldsteinbau mit seinen sehr starken Strebepfeilern hat ein Satteldach und ist mit Biberschwanzziegeln eingedeckt. Am Westende des Satteldaches wurde als Dachreiter ein mit Brettern verschalter Fachwerkturm mit einem niedrigen, mit Holzschindeln bedeckten Spitzhelm aufgesetzt. Die Turmspitze hat noch einen Knopf mit Wetterhahn und Kreuz.
Auf der flachen feldsteinsichtigen Westseite des Chors befinden sich im verputzten Giebeldreieck vier kleine Rundbogenfenster. Im unteren Teil ist ein Rundbogenfenster mit Rautenglas eingefügt worden. Die Fenster und der Eingang auf der Südseite sind Veränderungen aus dem 18. Jahrhundert. An der Westseite wurde der alte spitzbogige Zugang zu einem Fenster umgebaut.

### Inneres
Das Kircheninnere des Sakralbaus mit seiner Flachdecke und Kehlen ist im Stil des Barock gestaltet. Mit dem Umbau Mitte des 18. Jahrhunderts wurde die innere Ausgestaltung stark verändert.

#### Kanzelaltar

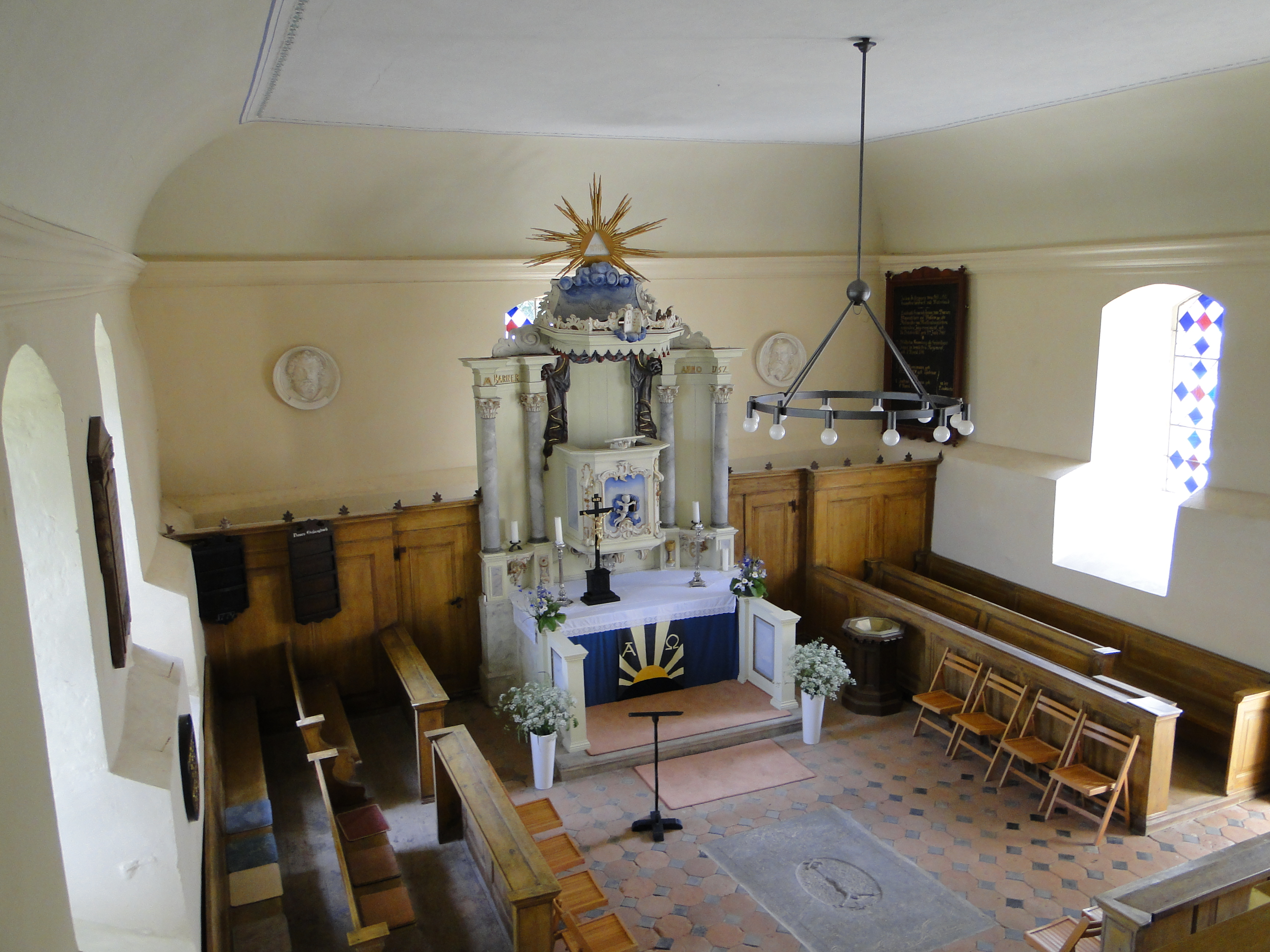
Kanzelaltar, 2012

Die Kanzel und der Altar bilden eine Einheit. Der mit Rokokoornamenten 1752 architektonisch am Ostgiebel aufgebaute Kanzelaltar trägt die Inschrift seines Stifters M (Magnus) F (Friedrich) v. BARNER von ANNO 1752. Zwischen den vier verkuppelten Säulen und dem verkröpften Gebälk steht der Kanzelkorb mit Rocailleornamenten. Auf dem Schalldeckel sind Gesetzestafeln und das Auge Gottes im Strahlenkranz angebracht.
Vor dem Altar liegt die Grabplatte des Stifters M. F. v. Barner mit einem ovalen Kruzifixrelief aus der zweiten Hälfte des 18. Jahrhunderts. Beidseitig des Altars befinden sich an der Ostwand zwei Reliefmedaillons aus Gips mit den Köpfen der Evangelisten Matthaeus und Marcus aus der zweiten Hälfte des 19. Jahrhunderts.

#### Orgel

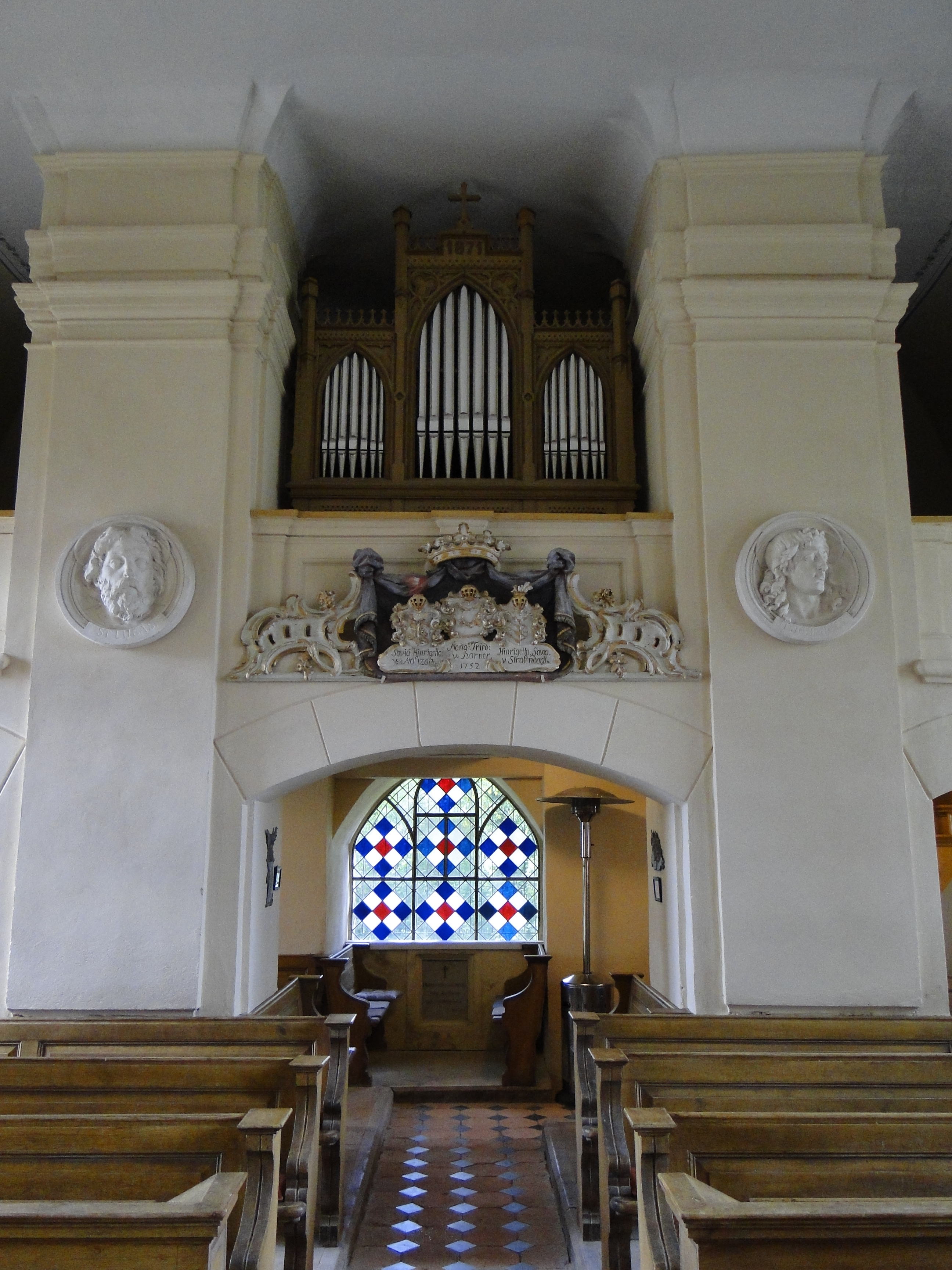
Orgel mit Allianzwappen an der Brüstung, 2012

Die Orgel (I/-/4) zwischen den wuchtigen Pfeilern auf der Westempore wurde 1871 von Friedrich Friese III ohne Pedal gebaut. Die flache Prospektfront besteht aus drei Pfeifenfeldern. Eine Widmung über dem Spieltisch bezieht den Orgelbau auf das Friedensjahr 1871. Die Restaurierung der noch vollständig erhaltenen Orgel erfolgte 2002–2003 durch den Plauer Orgelbauer Andreas Arnold vom Mecklenburger Orgelbau. Die Wiedereinweihung fand am 27. April 2003 statt.
An der Brüstung der Orgelempore ist das reich vergoldete Allianzwappen des Stifters Magnus Friedrich von Barner 1572 mit seiner Ehefrau Sovia Hinrigetta von Maltzan und Hinretta Sovia von Stralendorff angebracht.

#### Glocken

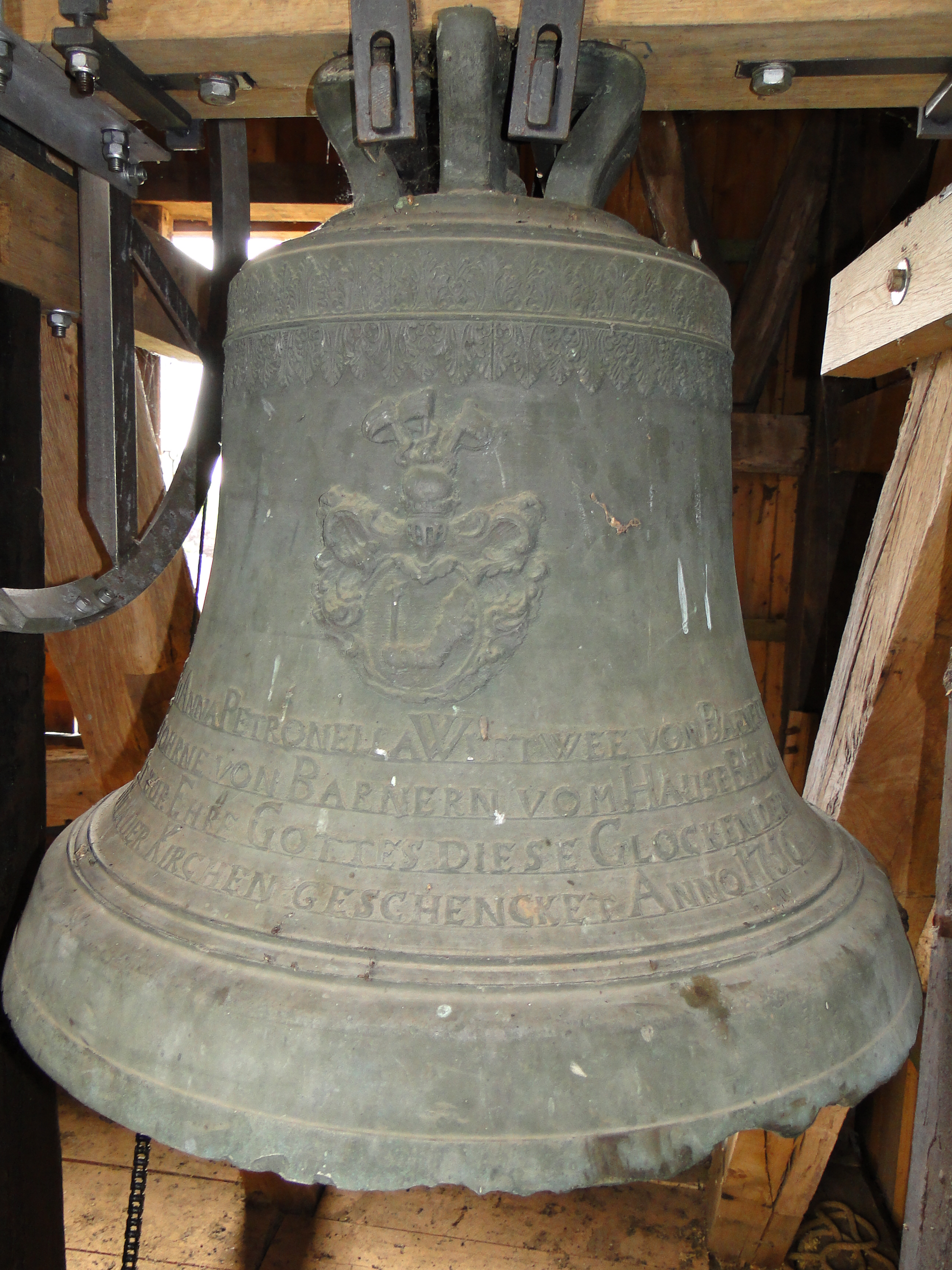
Glocke mit Inschrift, 2012

Im Turm hingen einst drei Glocken, von denen zwei noch vorhanden sind. Die größte mit dem Wappen von Barners wurde 1750 durch den Glockengießer Otto Gerhard Meyer in Rostock gegossen. Die Inschrift lautet: 

„Frau Anna Petronella Wittwee von Barnern gebohrne von Barnern vom Hause Bulau hat zur Ehre Gottes diese Glocke der Bülauer Kirchen geschenket Anno 1750“

 Oben steht: 

„Soli Deo Gloria. Me Fecit Otto Gerhard Meyer in Rostock“

Eine Glocke wurde am 13. Februar 1943 durch die Kreishandwerkerschaft der Reichsstelle für Metalle abgenommen und für Kriegszwecke in Hamburg auf dem Glockenfriedhof eingeschmolzen.

## Kirchhof

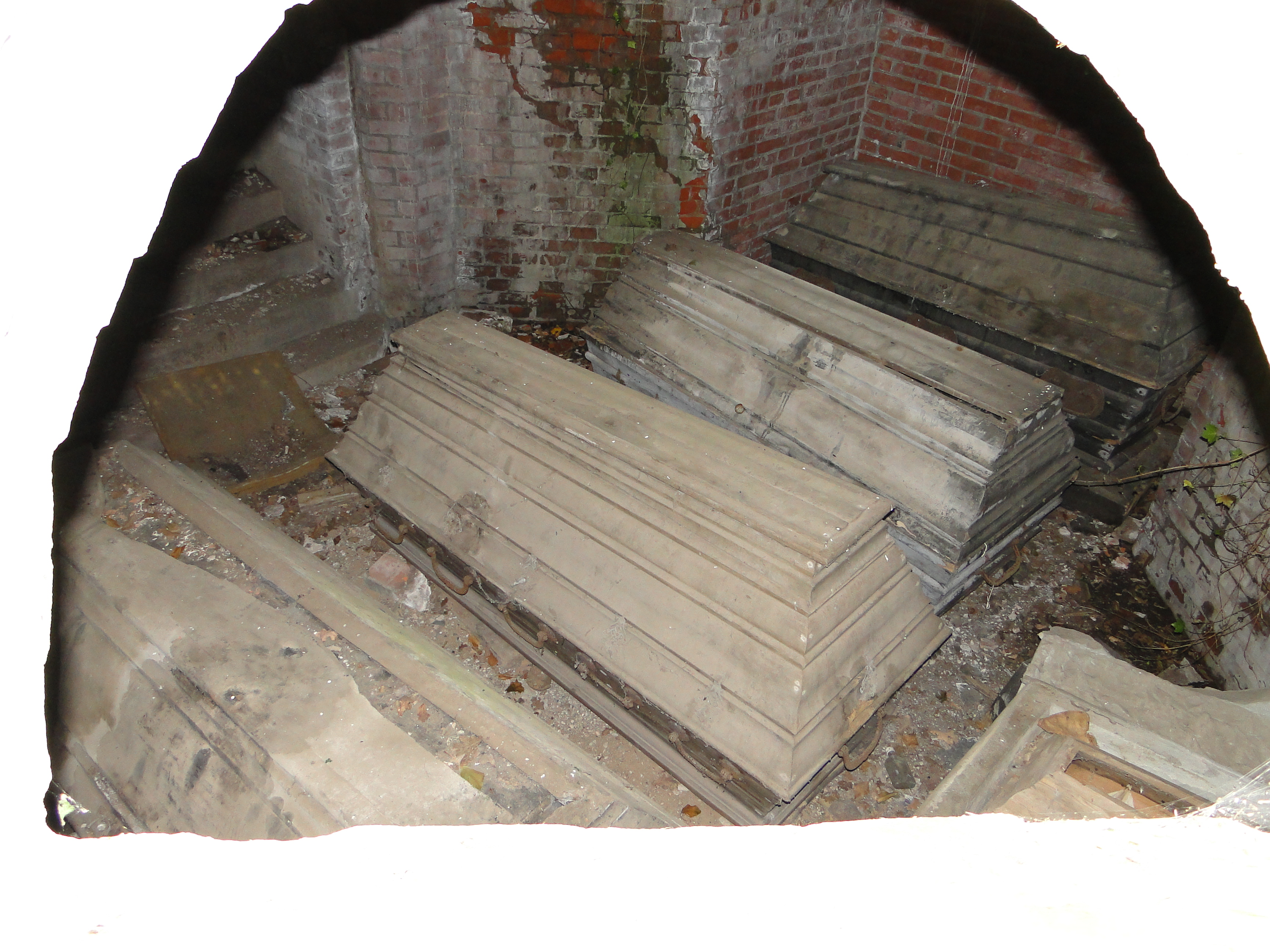
Gruft der Grabkapelle, 2012

Westlich der Kirche steht die massive, aus Granitsteinen errichtete Grabkapelle der Familie von Barner. Unter den sechs Särgen derer von Barner, die 1991 aufgebrochen wurden, befindet sich auch der Sarg der Anna Petronella von Barner, die 1750 eine Bülower Kirchenglocke stiftete.

## Heutige Kirchengemeinde
Die Kirchengemeinde gehört zur Propstei Parchim im Kirchenkreis Mecklenburg der Evangelisch-Lutherischen Kirche in Norddeutschland (Nordkirche). Gottesdienste finden monatlich statt.

### Gedruckte Quellen
- Mecklenburgisches Urkundenbuch (MUB)
- Mecklenburgische Jahrbücher (MJB)

### Ungedruckte Quellen
- Landeskirchliches Archiv Schwerin (LKAS)
  - LKAS, OKR Schwerin, Bülow, Specialia, Abt. 1
  - LKAS, OKR Schwerin, Pfarrarchiv Kladrum.